# The Oblivion Particle
The Oblivion Particle è il dodicesimo album in studio del gruppo musicale rock progressivo statunitense Spock's Beard, pubblicato il 21 agosto 2015 dalla Inside Out Music.

## Tracce
Testi e musiche di John Boegehold, eccetto dove indicato.
1. Tides of Time – 7:45 (Stan Ausmus)
2. Minion – 6:53 (Ted Leonard)
3. Hell's Not Enough – 6:23 (Ted Leonard)
4. Bennett Built a Time Machine – 6:52
5. Get Out While You Can – 4:55
6. A Better Way to Fly – 8:57
7. The Center Line – 7:05 (Alan Morse, Ryo Okumoto)
8. To Be Free Again – 10:24
9. Disappear – 6:36

Traccia bonus nell'edizione statunitense
1. Iron Man – 6:24 (Bill Ward, Geezer Butler, Ozzy Osborne, Tony Iommi) – originariamente interpretata dai Black Sabbath

## Formazione
Gruppo
- Ted Leonard – voce, chitarra
- Alan Morse – chitarra, mandolino, sitar elettrico, banjolele, autoharp, voce
- Dave Meros – basso, basso synth, voce
- Ryo Okumoto – organo, pianoforte, mellotron, sintetizzatore
- Jimmy Keegan – batteria, percussioni, voce

Altri musicisti
- David Ragsdale – violino (traccia 9)

Produzione
- Rich Mouser – produzione, registrazione, missaggio, mastering
- Alan Morse – produzione
- John Boegehold – produzione